# Willem Diemer (1891-1953)
Willem Diemer (Buinen, 7 juni 1891 - Musselkanaal, 26 oktober 1953) was een Nederlands lokaal politicus in de gemeente Onstwedde. Hij vervulde een rol van betekenis bij de ontwikkeling van de SDAP en het socialisme in de gemeente Onstwedde.

## Leven en werk
Diemer werd geboren als enig kind van Geessien Jalving en Harm Diemer. Zijn vader stierf in 1892 toen hij een jaar oud was. Zijn moeder hertrouwde met de veenarbeider Kornelis Olthof. Hijzelf trouwde in 1914 met Hillechien Waarsing (1891-1976). Diemer werkte als veenarbeider zowel in de gemeente Onstwedde als in Duitsland (Rheine). Hij werd in 1913 lid van de SDAP. Tijdens de Eerste Wereldoorlog was Diemer gelegerd in de Legerplaats Harskamp. Op 31 mei 1921 werd hij geïnstalleerd als gemeenteraadslid van de toenmalige gemeente Onstwedde. In 1938 kreeg Diemer het agentschap voor het transportbedrijf Van Gend & Loos.
Na de Tweede Wereldoorlog werd hij voorzitter van het tribunaal dat op de opgepakte NSB'ers moest passen, en in 1946 werd hij wethouder van Onstwedde. Hij vervulde tevens enige tijd de functie van locoburgemeester. Hij overleed in 1953 op 62-jarige leeftijd in zijn woonplaats Musselkanaal. Kort voor zijn overlijden werd hij benoemd tot Ridder in de Orde van Oranje-Nassau.
In Musselkanaal is het Willem Diemerplein naar hem genoemd. Zijn gelijknamige zoon Willem werd schrijver en uitgever.

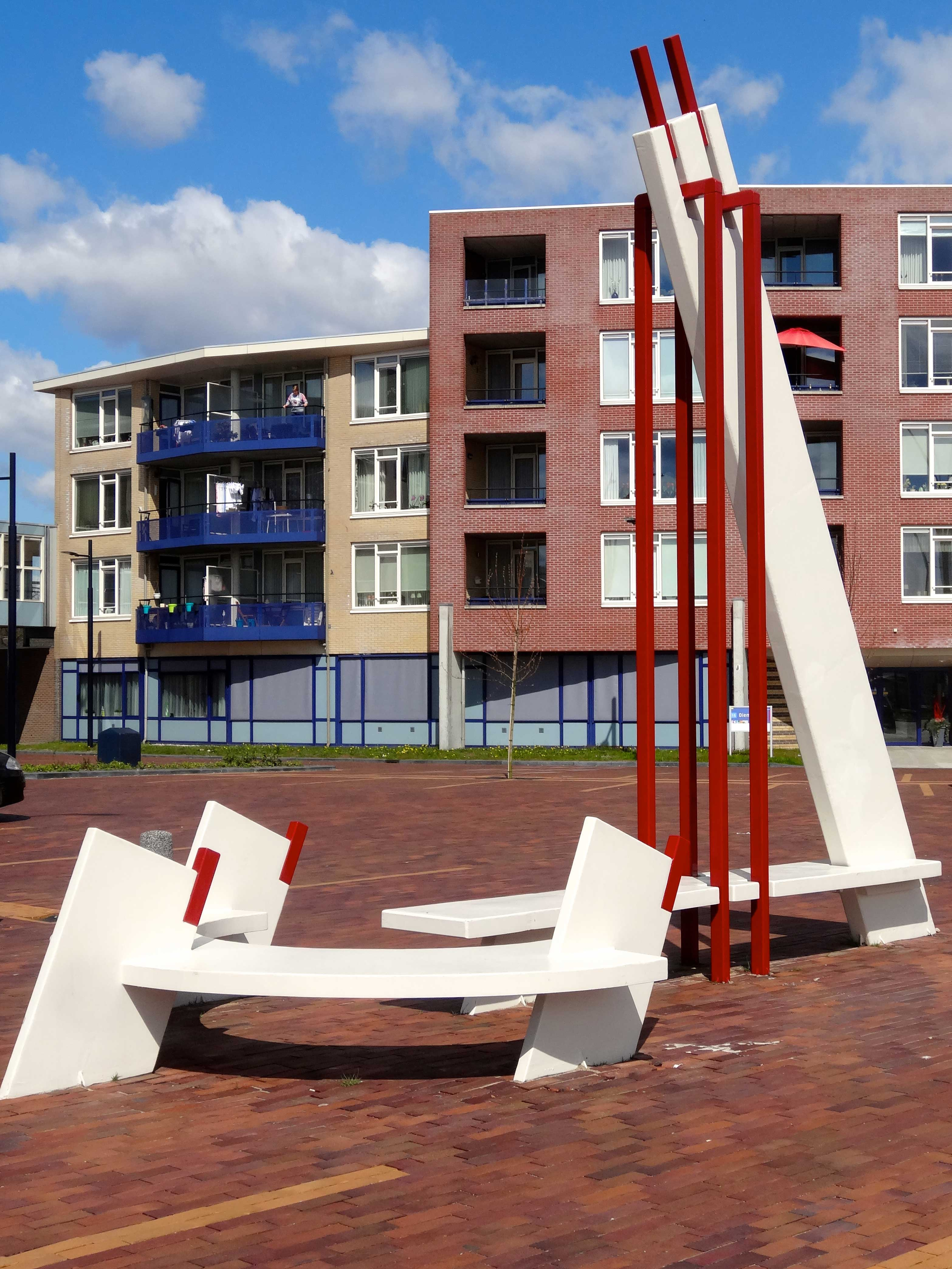
Het Willem Diemerplein in Musselkanaal